# Pseudopyrenula subnudata
Pseudopyrenula subnudata är en lavart som beskrevs av Müll. Arg. Pseudopyrenula subnudata ingår i släktet Pseudopyrenula och familjen Trypetheliaceae.   Inga underarter finns listade i Catalogue of Life.